# 秋田統括センター
秋田統括センター（あきたとうかつセンター）は、東日本旅客鉄道（JR東日本）秋田支社の駅・運転士・車掌を所管する組織である。
2024年3月16日に秋田営業統括センター、秋田運輸区を統合して発足。

## 所管

### 駅
- 秋田駅 - 所長所在駅
- 和田駅●
- 土崎駅
- 追分駅◯
- 大久保駅●
- 羽後飯塚駅●
- 井川さくら駅●
- 八郎潟駅◯
- 遊佐駅●
- 象潟駅◯
- 金浦駅●
- 仁賀保駅●
- 羽後本荘駅
- 新屋駅◯
- 羽後牛島駅◯
- 二田駅●
- 男鹿駅◯

※ 上記は有人駅のみ記載　◯: JR東日本東北総合サービスに業務委託　●: 簡易委託駅
- 奥羽本線 : 大張野駅 - 八郎潟駅
- 羽越本線 : 本楯駅 - 秋田駅
- 男鹿線 : 全線

### 乗務員
- 秋田駅構内に設置（旧秋田運輸区）
- 担当線区（運転士）
  - 奥羽本線：院内駅 - 青森駅間
  - 男鹿線：全線
  - 羽越本線：酒田駅 - 秋田駅間
  - 秋田新幹線：盛岡駅 - 秋田駅間
  - 田沢湖線：田沢湖駅 - 大曲駅・秋田駅間（回送列車および一部列車）
- 担当線区（車掌）
  - 奥羽本線：新庄駅 - 弘前駅間
  - 男鹿線：全線
  - 羽越本線：酒田駅 - 秋田駅間
  - 優等列車 : 新幹線こまち・なすの・特急いなほ・つがる

## 歴史
- 2022年3月12日 - 秋田営業統括センター（秋田、土崎各駅の統合）が発足。
- 2023年3月18日 - 秋田営業統括センターに、羽後本荘駅を更に統合する。
- 2024年3月16日 - 秋田営業統括センターに、秋田運輸区を統合し、秋田統括センター発足。秋田営業統括センター、秋田運輸区を廃止する。

| スタブアイコン | サブスタブ | この項目は、まだ閲覧者の調べものの参照としては役立たない、鉄道に関連した書きかけの項目です。この項目を加筆・訂正などしてくださる協力者を求めています（P:鉄道/PJ:鉄道）。 |